# John G. Floyd

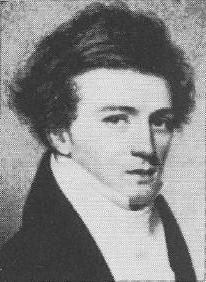
John G. Floyd

John Gelston Floyd (* 5. Februar 1806 in Mastic, New York; † 5. Oktober 1881 ebenda) war ein US-amerikanischer Jurist und Politiker. Zwischen 1839 und 1843 sowie zwischen 1851 und 1853 vertrat er den Bundesstaat New York im US-Repräsentantenhaus.

## Werdegang
John Gelston Floyd wurde ungefähr sechs Jahre vor dem Ausbruch des Britisch-Amerikanischen Krieges in Mastic bei Moriches geboren und wuchs dort auf. Er besuchte Gemeinschaftsschulen und graduierte dann 1824 am Hamilton College in Clinton. Floyd studierte Jura und begann nach dem Erhalt seiner Zulassung 1825 in Utica zu praktizieren. Zwischen 1829 und 1833 war er dort als Rechtsreferendar (clerk) und Staatsanwalt (prosecuting attorney) tätig. Im Jahr 1836 gründete er den Utica Democrat (später Observer-Dispatch) und wurde später zum Richter in Suffolk County ernannt. Zwischen 1839 und 1843 saß er in der New York State Assembly.
Bei den Kongresswahlen des Jahres 1838 wurde er im ersten Wahlbezirk von New York in das US-Repräsentantenhaus in Washington, D.C. gewählt, wo er am 4. März 1839 die Nachfolge von John A. King antrat. Nach einer erfolgreichen Wiederwahl im Jahr 1840 verzichtete er auf eine erneute Kandidatur und schied nach dem 3. März 1843 aus dem Kongress aus. Er kehrte um 1842 nach Mastic zurück. Dort saß er in den Jahren 1848 und 1849 im Senat von New York. Danach wählte man ihn im Jahr 1850 im 17. Wahlbezirk von New York in das US-Repräsentantenhaus, wo er am 4. März 1851 die Nachfolge von Abraham P. Grant antrat. Da er auf eine erneute Kandidatur im Jahr 1852 verzichtete, schied er nach dem 3. März 1853 aus dem Kongress aus. Während seiner Zeit als Kongressabgeordneter hatte er den Vorsitz über das Committee on Agriculture (32. Kongress).
Nach der Gründung der Republikanischen Partei 1856 trat Floyd ihr bei. Dann zog er sich aus dem öffentlichen Leben zurück. Er verstarb am 5. Oktober 1881 in Mastic und wurde dann auf dem Familienfriedhof beigesetzt. Sein Großvater war William Floyd.